# 鼻水
鼻水（はなみず）は、鼻から出る流動性あるいは半流動性の液体。鼻汁・洟（はな）ともいう。
また、鼻水から水分が抜け固体となったものを鼻糞（はなくそ）という。

## 概要
鼻水は、鼻腔内の鼻腺、杯細胞などから分泌された粘液、および血管からの浸出液などの混合物である。鼻から吸った空気に適度な湿り気を与えたり、気道の粘膜を病原体から保護するために常に分泌されているが、通常は無意識のうちに飲み込んでいる。
感染症や花粉症に罹患すると体内の免疫力が低下し、鼻や喉に付着した病原体やアレルゲンを排除するために大量の鼻水が分泌され、鼻からあふれ出ることになる。
熱い物を食べると汗水と共に鼻水が出ることになる。

## 分泌
鼻水をすすると痰となって喉から出てくることがある。これは鼻と口が気道によって繋がっているためである。
なお激しく泣いたときなどに出る鼻水は、涙が鼻涙管を経て鼻に流れ込んだものである。

### 色・粘性
通常は透明であるが、風邪などの際に黄色っぽくなることがある。これは鼻の粘膜の細胞や免疫細胞の死骸によるものである。
また、蛋白質の摂取が不足すると緑色の鼻水が大量に分泌され、俗に「青っ洟」（あおっぱな）と呼ばれる色のついた粘性の鼻水となる。1960年代頃までの日本では食肉の消費量が少ないこともあって、成長期の子供は蛋白質が不足することが少なくなく、「青っ洟」を垂らしている子も普通に見られたが、栄養状態がよくなると見られなくなった。また、緑膿菌によっても青くなる。

## 鼻水の出し方
鼻水を意図的に排出することを「洟（はな）を擤（か）む」または「鼻水を擤（か）む」と表現する。
鼻のかみ方は、ティッシュペーパーを鼻に当てて片方の鼻を押して穴を塞ぎ、口から吸い込んだ息を開いているほうの鼻の穴から出して鼻水を外に押し出す方法が用いられる。
ティッシュペーパーやハンカチで受けずに手で片方の鼻を抑えて鼻水を外部に排出することを、「手鼻を擤（か）む」という。
鼻腔内に鼻水が存在している時に一回でもくしゃみをすると勢いで鼻水が大量に排出されることが多いほか（夏の暑い時期や涼しい時に発生する）、強く複数回擤みすぎると鼻の中の血管が切れて鼻血が出ることもある。
また、垂れそうな鼻水を吸い込んで元に戻そうとする行為を「洟（はな）を啜（すす）る」または「鼻すすり」などと表現するが、この行為は細菌のついた鼻水が鼻の奥、場合によっては耳にまで達して中耳炎をおこしたり、また中耳の気圧が下がり耳に悪影響を与えることがある。鼻をすする行為は海外、特にヨーロッパではマナー違反とされている。

### 文化
鼻水に鼻息が混じり膨らんだモノを鼻提灯（はなちょうちん）と言う。アニメや漫画においては眠っている様子を表現するために用いられることがある。この表現は、日本だけである。
俳句においては冬の季語になっている。例えば「水洟（みづばな）や鼻の先だけ暮れ残る」（芥川龍之介）などの作品があるが俳句では自嘲やユーモアが表現されることが多い。